# Емпуза піщана
Емпуза піщана (Empusa pennicornis) — вид богомолів з родини Empusidae, поширений у Східній Європі, на Близькому Сході та в Центральній Азії.

## Опис

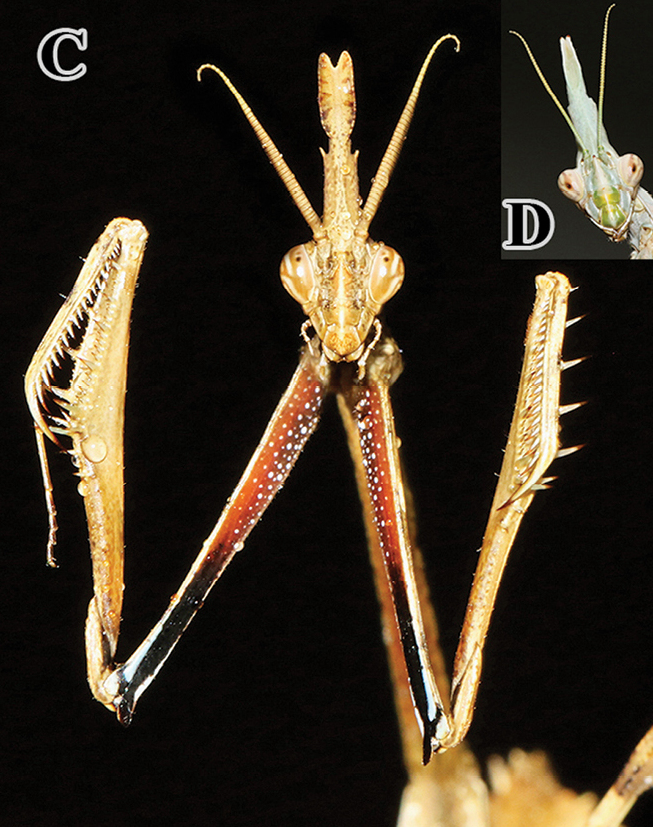
Голова емпузи піщаної (в кутку) порівняно з Empusa hedenborgii

Довжина тіла — 55–60 мм. Тіло сильно видовжене, зеленувато-жовте або сірувато-коричневе. На кінцівках комахи кілька світлих плям. Голова з добре помітним, направленим вгору конічним виростом. Передня поверхня цього виросту відбиває сонячне світло, що допомагає у приманюванні здобичі. У самців великі гребінчасті вусики, у самиць — короткі, ниткоподібні. Тазики середніх ніг у самиць і самців з невеликими округлими дорсальними пластиноподібними виростами, на тазиках задніх ніг вирости мають вигляд вузької крайки.

## Особливості біології
Генерація в Україні та на півдні Росії однорічна. Зимують личинки (у підстилці або серед сухих стебел трав), продовжуючи розвиток навесні. Наприкінці червня — на початку липня з'являються дорослі особини, які тримаються на стеблах і листках високих трав (молочаю, полину та ін.). В середині липня дорослі особини відкладають яйця групами в оотеки. На початку — в середині серпня з'являються личинки. Дорослі емпузи та їхні личинки — хижаки, полюють удень на різних комах. Самці вночі летять на світло. Тримаються на піщаних ділянках з розрідженою рослинністю і сухостеповим травостоєм.

## Поширення
Ареал охоплює Північне Причорномор'я, Малу Азію, Близький Схід, Кавказ, Закавказзя, степові райони Нижнього Поволжя і Казахстану, Середню Азію.
В Україні знайдений в Херсонській і Миколаївській областях.

## Охорона
В Україні внесений до Червоної книги як рідкісний вид, реєструються лише поодинокі екземпляри. Зникає через розорювання цілини, степові пожежі, перевипас та застосування пестицидів. Охороняються локальні популяції у Чорноморському біосферному заповіднику та заповіднику «Асканія-Нова». Для охорони рекомендують створювати ентомологічні заказники в місцях виявлення виду.
Також внесений до Червоної книги Дагестану, як вид, чисельність якого скорочується (2-га категорія). Вид потерпає через антропогенний вплив, зокрема перевипас, знищення шибляку, туризм, видобуток корисних копалин тощо.